# Діброва (лісовий заказник, Камінь-Каширський район)
Діброва — лісовий заказник місцевого значення в Україні. Об'єкт розташований на території Камінь-Каширського району Волинської області, за 2 км на схід від с. Ворокомле. 
Підпорядкований ДП СЛАП «Камінь-Каширськагроліс», Кримнівське лісництво, квартал 8, виділ 46.
Площа — 4,5 га, статус отриманий у 2002 році. 
Охороняються насадження дуба звичайного Quercus robur віком 120 років.

## Галерея

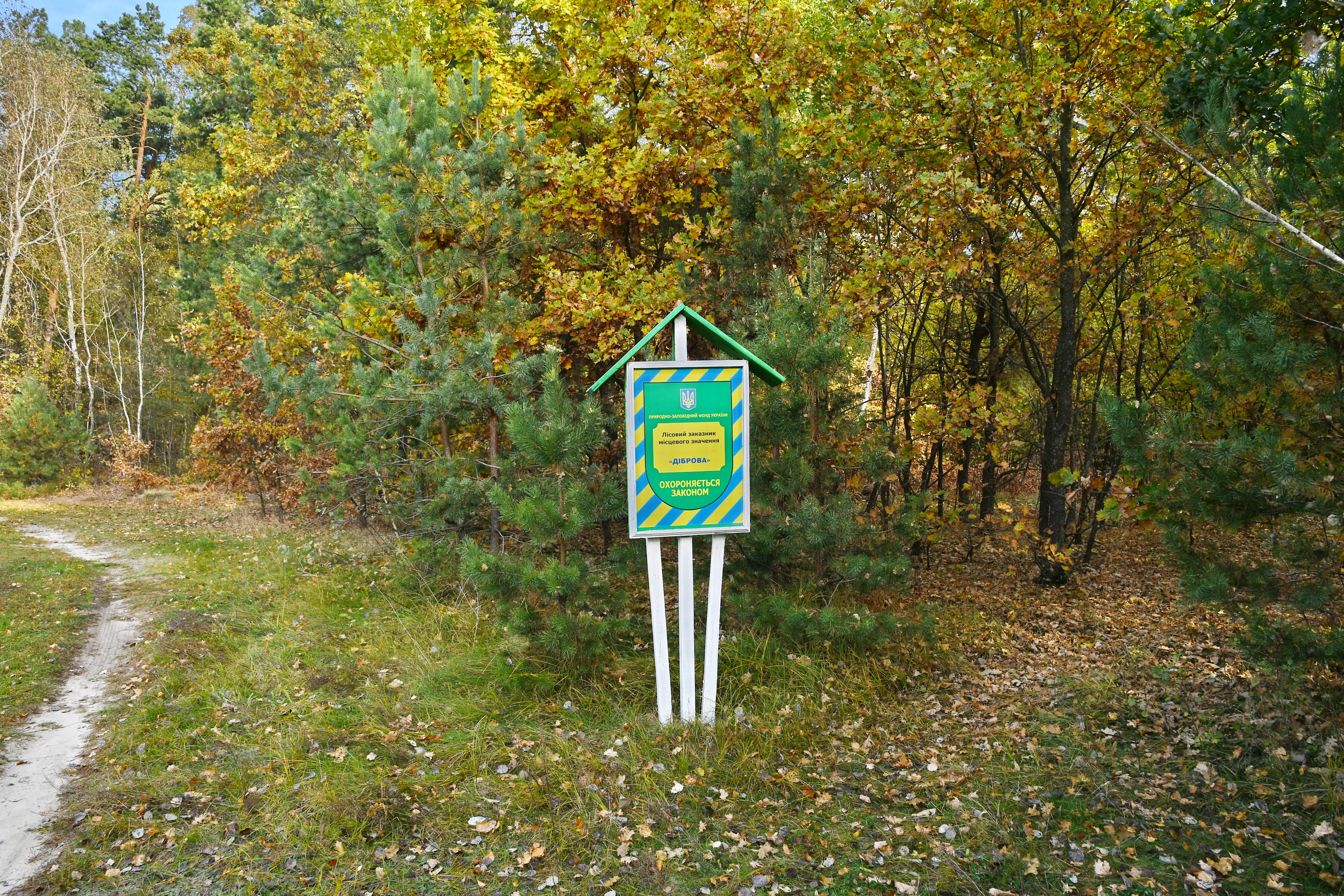
Охоронна дошка
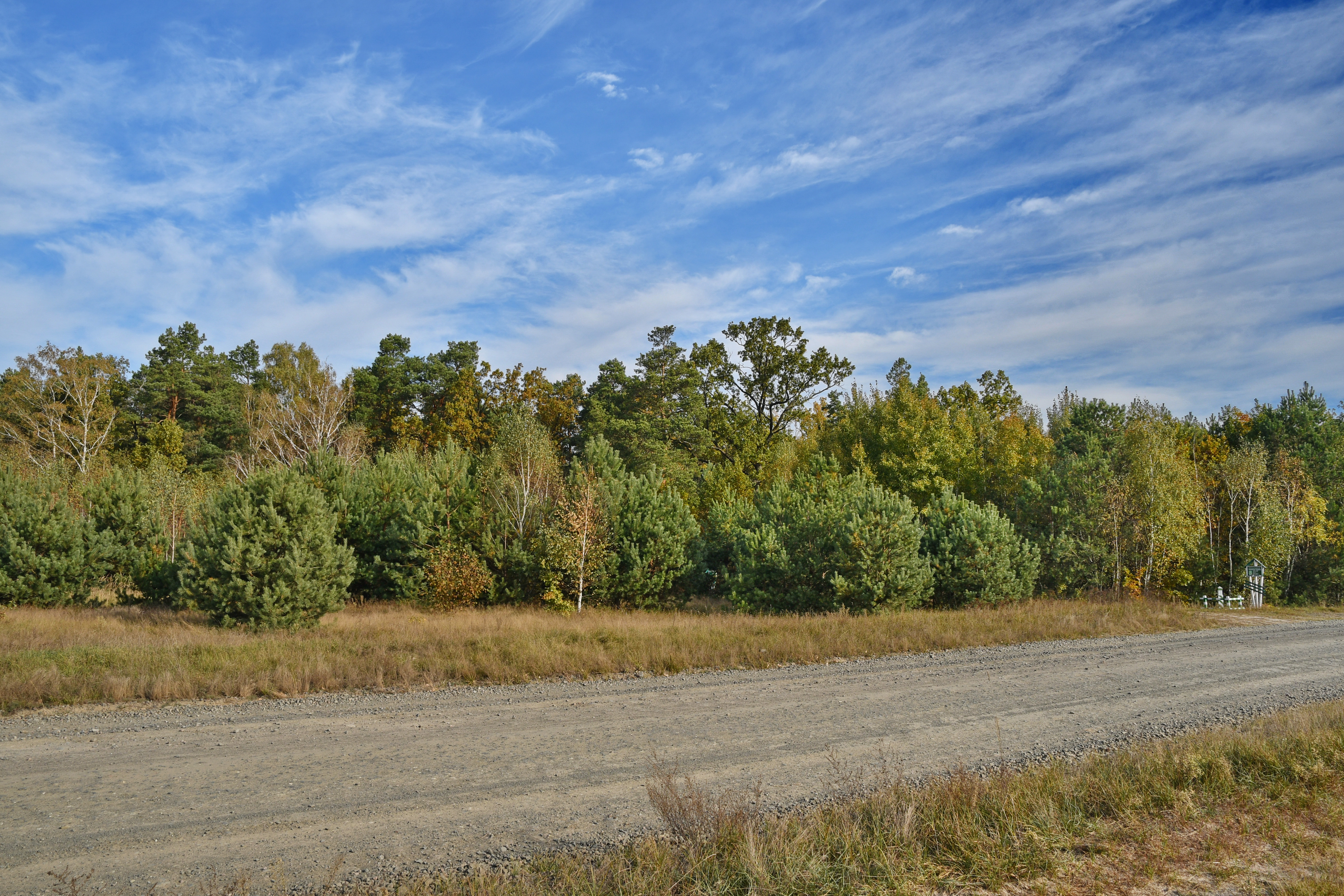
вигляд з дороги
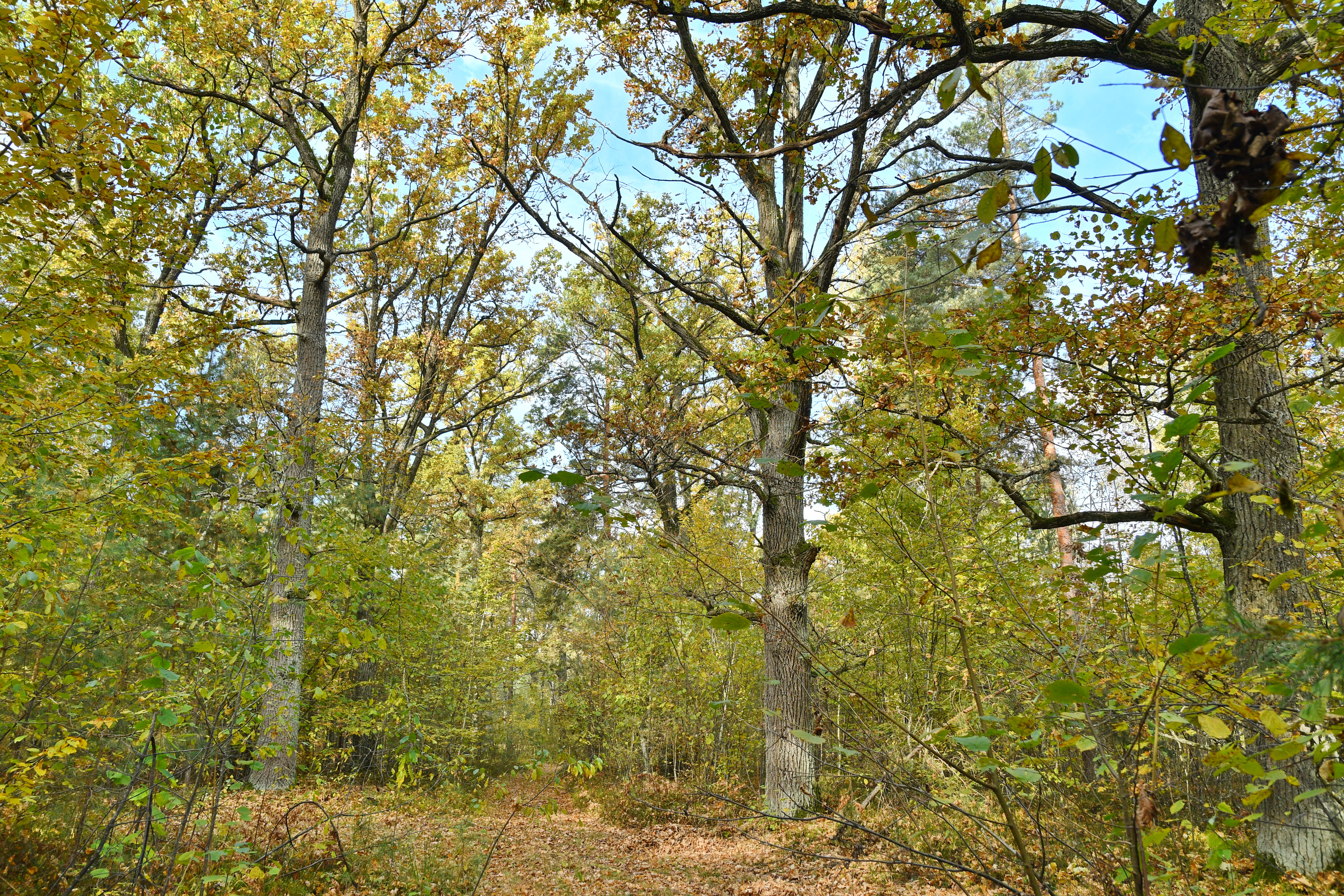
Загальний вигляд
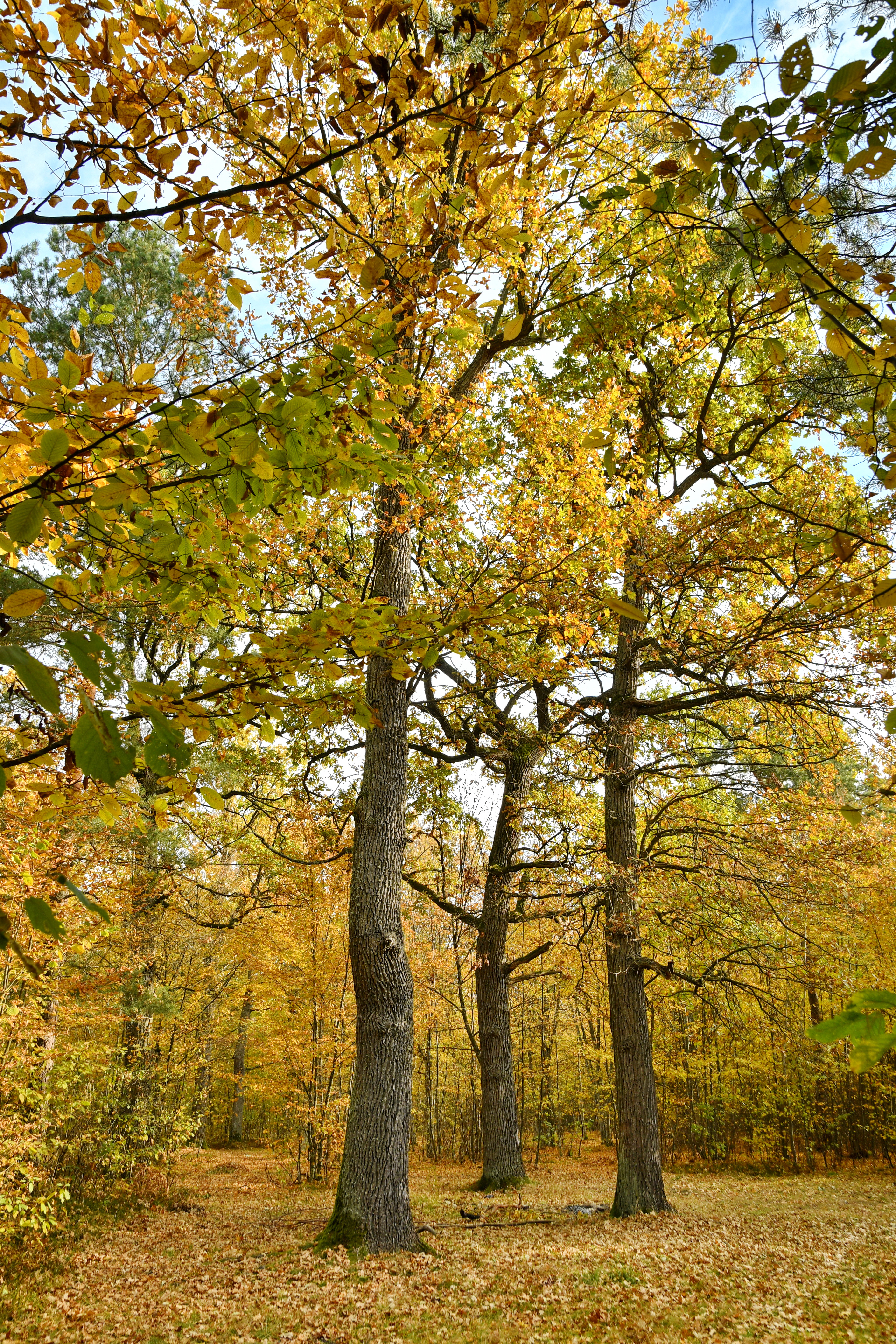
Дуби